# Heather Gollnick
Heather Gollnick (* 9. März 1970 in Waukesha) ist eine ehemalige US-amerikanische Triathletin.

## Werdegang
Heather Gollnick wurde im Oktober 2000 ITU Amateur-Weltmeisterin auf der Duathlon-Kurzdistanz (Altersklasse 30-34). 2001 wurde sie auch Amateur-Weltmeisterin Triathlon.
Die fünffache Ironman-Siegerin (3,8 km Schwimmen, 180 km Radfahren und 42,195 km Laufen) Heather Gollnick erklärte 2013 ihre aktive Zeit für beendet.
Sie lebt mit ihrem Mann und drei Kindern in Bradenton (Florida) und ist als Coach tätig. Ihr Spitzname ist Heathernator.

## Sportliche Erfolge
| Datum/Jahr    | Rang | Wettbewerb                                  | Austragungsort | Zeit     | Bemerkung                                  |
| ------------- | ---- | ------------------------------------------- | -------------- | -------- | ------------------------------------------ |
| 19. Sep. 2015 | 5    | ITU World Triathlon Age-Group Championships | Chicago        | 02:03:18 | 45-49 Female AG                            |
| 15. Jan. 2012 | 3    | Ironman 70.3 Pucón                          | Pucón          | 04:46:46 |                                            |
| 30. Okt. 2011 | 8    | Ironman 70.3 Miami                          | Miami          | 04:36:01 | [ 1 ]                                      |
| 16. Jan. 2011 | 3    | Ironman 70.3 Pucón                          | Pucón          | 04:33:38 | [ 2 ]                                      |
| 24. Jan. 2010 | 2    | Ironman 70.3 Pucón                          | Pucón          | 04:38:42 | [ 3 ]                                      |
| 29. Aug. 2009 | 2    | Ironman 70.3 Brasil                         | Penha          | 04:30:58 | [ 4 ]                                      |
| 28. Juni 2009 | 7    | Ironman 70.3 Buffalo Springs                | Lubbock        | 04:47:21 |                                            |
| Jan. 2009     | 1    | Ironman 70.3 Pucón                          | Pucón          | 04:28:58 | Sieg mit persönlicher Bestzeit             |
| Mai 2008      | 7    | Ironman 70.3 Florida                        | Orlando        | 04:36:05 |                                            |
| 20. Jan. 2008 | 1    | Ironman 70.3 Pucón                          | Pucón          | 04:37:02 | Siegerin vor ihrer Landsfrau Linsey Corbin |
| 22. Juli 2001 | 1    | ITU Triathlon Age-Group Championships       | Edmonton       | 02:09:50 | 30-34 Female AG                            |

| Datum/Jahr    | Rang | Wettbewerb            | Austragungsort | Zeit     | Bemerkung                                                                                             |
| ------------- | ---- | --------------------- | -------------- | -------- | --- |
| 11. Aug. 2012 | 12   | Ironman New York      | New York City  | 09:57:44 | |
| 11. Sep. 2011 | 8    | Ironman Wisconsin     | Madison        | 10:32:09 | |
| 26. Juni 2011 | 8    | Ironman France        | Nizza          | 10:18:13 | |
| 7. Nov. 2009  | 5    | Ironman Florida       | Panama City    | 09:22:13 | persönliche Bestzeit auf der Langdistanz (3,86 km Schwimmen, 180,2 km Radfahren und 42,195 km Laufen) |
| 31. Mai 2009  | 3    | Ironman Brasil        | Florianópolis  | 09:31:42 | |
| 31. Aug. 2008 | 2    | Ironman Louisville    | Louisville     | 09:56:53 | |
| 22. Juni 2008 | 2    | Ironman Coeur d’Alene | Idaho          | 09:50:34 | |
| 6. Apr. 2008  | 3    | Ironman Arizona       | Tempe          | 09:32:07 | |
| 26. Aug. 2007 | 1    | Ironman Louisville    | Louisville     |          | |
| 15. Apr. 2007 | 1    | Ironman Arizona       | Tempe          | 09:36:40 | [ 6 ]                                                                                                 |
| 3. März 2007  | 2    | Ironman New Zealand   | Taupō          |          | |
| 25. Juni 2006 | 2    | Ironman Coeur d’Alene | Idaho          | 09:36:39 | |
| 9. Apr. 2006  | 2    | Ironman Arizona       | Tempe          | 09:33:25 | |
| 24. Juli 2005 | 3    | Ironman USA           | Lake Placid    |          | |
| 27. Juni 2004 | 2    | Ironman Coeur d’Alene | Idaho          |          | |
| 7. Sep. 2003  | 1    | Ironman Wisconsin     | Madison        |          | |
| 29. Juli 2003 | 1    | Ironman Coeur d’Alene | Idaho          |          | |
| 15. Sep. 2002 | 1    | Ironman Wisconsin     | Madison        |          | |
| 18. Okt. 1997 |      | Ironman Hawaii        | Hawaii         | 11:12:50 | |

| Datum/Jahr    | Rang | Wettbewerb                                     | Austragungsort     | Zeit     | Bemerkung |
| ------------- | ---- | ---------------------------------------------- | ------------------ | -------- | --- |
| 18. Aug. 2002 | 6    | ITU Duathlon Long Distance World Championships | Weyer              | 03:44:42 | Duathlon-Weltmeisterschaft auf der Langstrecke (15 km Laufen, 60 km Radfahren und erneut 7,5 km Laufen); hinter Karin Thürig |
| 8. Okt. 2000  | 1    | ITU Duathlon World Championships               | Calais             | 02:15:27 | 30-34 Female AG |
| 28. März 1999 | 1    | Powerman Alabama                               | Vereinigte Staaten |          | |

(DNF – Did Not Finish)